# Burg Blankenhagen

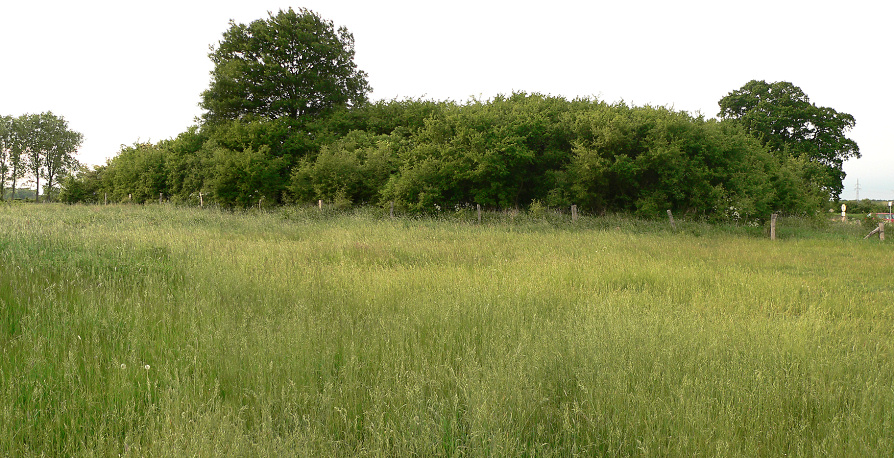
Der dreiecksförmige Nebenhügel

Die Burg Blankenhagen ist eine abgegangene Turmhügelburg (Motte), deren Reste sich nahe der Aller bei Grethem in Niedersachsen finden. Die Entstehungszeit der Burg wird um 1200 vermutet. Auf den zwei Burghügeln sind früher befestigte Gebäude anzunehmen, außerdem wird auf inselartig erhöhten Flächen im Vorfeld eine ehemalige Vorburg vermutet.

## Lage
Die Burg stand in der Wiesenlandschaft der Allerniederung rund einen halben Kilometer nordöstlich von Grethem. Sie liegt heute mitten zwischen der Alten Leine (200 m westlich) und der Aller (400 m östlich). Erreichbar ist sie über einen Feldweg, der zur Fährstelle über die Aller nach Eickeloh führt.

## Beschreibung
Von den beiden erhaltenen Burghügeln ohne jegliche Steinreste hat der höhere heute einen Durchmesser von etwa 25 m. Er ist rund 4,5 m hoch und von Büschen bestanden. Umgeben ist der Hügel von einer Mulde, bei der es sich um den früheren, inneren Burggraben handeln dürfte. Etwa 40 m weiter nordöstlich liegt ein weiterer, künstlich aufgeschütteter Hügel. Er hat eine Dreiecksform und ist rund 30 m lang. Er weist eine Höhe von 3 m auf und ist ebenfalls mit Büschen bestanden.
Beide Hügel waren von einem kreisförmigen Wall umgeben, der nur noch streckenweise erhalten ist. Er hat heute eine Höhe von etwa 1,3 m und eine Breite von 13 m. Ihm vorgelagert ist eine Senke, bei der es sich um einen äußeren Graben gehandelt haben dürfte. Im Umfeld der Burg wurden inselartig erhöhte Flächen festgestellt, auf denen sich eine Vorburg befunden haben könnte.
In der Kurhannoverschen Landesaufnahme von 1779 ist die Burgstelle ausgewiesen. Auch in der Preußischen Landesaufnahme um 1900 wird sie als ein halbkreisförmiger Wall dargestellt.

## Geschichte
Urkundlich findet die Burg keine Erwähnung. Sie soll von den Herren von Blankena (Blankenhagen) gegründet worden sein, die eng mit denen von Hodenberg verwandt waren. Die Herren von Blankenhagen werden Mitte des 13. Jahrhunderts urkundlich im Zusammenhang mit der Burg Hodenhagen erwähnt. Ihr Geschlecht soll aber bald ausgestorben sein.

## Ähnliche Befestigungsanlagen der näheren Umgebung
In der Niederung der Aller gab es in der näheren Umgebung eine Reihe weiterer mittelalterlicher Burgen, zum Teil ähnlicher Bauart, die im Abstand von nur wenigen Kilometern bestanden. Dazu gehören Befestigungsanlagen in Bierde (Burg Bierde), Ahlden (Aller) (Bunkenburg), Essel (Uhlenburg) (Blankenburg), Hodenhagen (Burg Hodenhagen) und Rethem (Aller) (Burg Rethem).
Die Burg Blankenhagen gehört zu den ehemaligen Burgen, die beim Projekt Burgenlandschaft Aller-Leine-Tal (B.A.L.T.) zwischen 2003 und 2005 näher untersucht wurden. Das Projekt wurde unter anderem vom europäischen Förderprogramm LEADER+ unterstützt, da sich die Burganlage in der Region Aller-Leine-Tal befindet.

## Archäologische Untersuchungen
Der Burgstall wurde 2002 zur Aufnahme der Kulturdenkmale kartiert, dem ab 2004 eine verstärkte Prospektion folgte. Dazu gehörten Magnetometerbegehungen, Fotos aus der Luftbildarchäologie sowie die Anfertigung eines Höhenmodells. 2005 erfolgten Sicherungsarbeiten am Haupthügel, da durch die Viehbeweidung Trittschäden entstanden waren.